# Peter Kerp (Politiker, 1872)

Peter Kerp

Peter Kerp (* 3. Januar 1872 in Lechenich; † 16. Juli 1931 in Köln) war ein deutscher Politiker (Zentrum).

## Leben
Nach dem Besuch der Volksschule in Lechenich im Kreis Euskirchen wurde Kerp am Lehrerseminar in Brühl, an der Landwirtschaftsschule in Weilburg, an der höheren Lehranstalt für Wein-, Obst- und Gartenbau in Geisenheim sowie an der landwirtschaftlichen Hochschule in Bonn-Poppelsdorf ausgebildet. Anschließend vertiefte er seine Kenntnisse durch praktische Arbeit in der Rheinprovinz und auf einem Weingut in der Rheinpfalz. In den Jahren 1893 bis 1897 arbeitete Kerp als Lehrer an der Landwirtschaftsschule in Saarburg. Danach war er bis 1902 als Wanderlehrer beim Landwirtschaftlichen Verein für Rheinpreußen in Bonn beschäftigt. Ab 1900 arbeitete er zugleich auch bei der Landwirtschaftskammer für die Rheinprovinz in Bonn. In den Jahren 1902 bis 1905 fungierte Kerp auch als Generalsekretär des Verbandes der Rheinpreußischen Landwirtschaftlichen Genossenschaften in Bonn.
1905 wurde Kerp Generalsekretär des Verbandes rheinischer landwirtschaftlicher Genossenschaften. 1920 wurde er zugleich Generalsekretär der Rheinischen Bauernvereins. Außerdem wurde er in Köln niedergelassenen Vorstandsmitglied der Rheinischen Landesgenossenschaftskasse. Daneben wurde er Mitglied der Ausschüsse des Rheinischen Winzerverbandes in Koblenz und des Deutschen Weinbauernverbandes in Karlsruhe, Vorsitzender des Fachausschusses für Winzergenossenschaftswesen des Reichsverbandes der Deutschen Landwirtschaftlichen Genossenschaften – Raiffeisen – in Berlin und Mitglied der Landwirtschaftskammer für die Rheinprovinz in Bonn.
Bei der Reichstagswahl im Mai 1924 wurde Kerp als Kandidat des Zentrums für den Wahlkreis 21 (Koblenz-Trier) in den Reichstag der Weimarer Republik gewählt. Nachdem sein Mandat bei den folgenden drei Wahlen bestätigt wurde, gehörte Kerp dem deutschen Parlament insgesamt knapp sieben Jahre lang bis zu seinem Tod im Jahr 1931 an. Sein Mandat wurde anschließend bis zum Ende der Legislaturperiode im Juli 1932 durch Jacob Astor fortgeführt.